# Cheick Condé
Cheick Condé (Conakry, 2000. július 26. –) guineai válogatott labdarúgó, a svájci Zürich középpályása.

## Pályafutása

### Klubcsapatokban
Condé Guinea fővárosában, Conakryban született.
Felnőtt pályafutását a Séquence de Dixinn keretében kezdte. 2019-ben a cseh Silon Táborsko szerződtette. 2020-ban a Trinity Zlínhez igazolt. 2022. július 1-jén ötéves szerződést kötött a svájci első osztályban szereplő Zürich együttesével. Először a 2022. július 16-ai, Young Boys ellen 4–0-ra elvesztett mérkőzésen lépett pályára. Első gólját 2023. április 8-án, a Basel ellen hazai pályán 1–1-es döntetlennel zárult találkozón szerezte meg.

### A válogatottban
2022-ben debütált a guineai válogatottban. Először a 2022. március 25-ei, Dél-Afrikai Köztársaság ellen 0–0-ás döntetlennel zárult mérkőzés 69. percében, Ilaix Moribát váltva lépett pályára.

## Statisztikák
2023. április 30. szerint.
| Klub         | Szezon   | Osztály            | Bajnokság | Bajnokság | Kupa  | Kupa | Nemzetközi | Nemzetközi | Összesen | Összesen |
| Klub         | Szezon   | Osztály            | Meccs     | Gól       | Meccs | Gól  | Meccs      | Gól        | Meccs    | Gól      |
| ------------ | -------- | ------------------ | --------- | --------- | ----- | ---- | ---------- | ---------- | -------- | -------- |
| Trinity Zlín | 2019–20  | 1. Liga            | 11        | 0         | 0     | 0    | ―          | ―          | 11       | 0        |
| Trinity Zlín | 2020–21  | 1. Liga            | 20        | 0         | 1     | 0    | ―          | ―          | 21       | 0        |
| Trinity Zlín | 2021–22  | 1. Liga            | 34        | 0         | 2     | 0    | ―          | ―          | 36       | 0        |
| Trinity Zlín | Összesen | Összesen           | 65        | 0         | 3     | 0    | 0          | 0          | 68       | 0        |
| Zürich       | 2022–23  | Swiss Super League | 26        | 1         | 1     | 0    | 11         | 0          | 38       | 1        |
| Összesen     | Összesen | Összesen           | 91        | 1         | 4     | 0    | 11         | 0          | 106      | 1        |

### A válogatottban
| Válogatott | Év       | Pályára lépés | Gól |
| ---------- | -------- | ------------- | --- |
| Guinea     | 2022     | 3             | 0   |
| Összesen   | Összesen | 3             | 0   |